# La Malédiction (film, 2006)
Pour les articles homonymes, voir Malédiction (homonymie).
Série La Malédiction
La Malédiction 4 : L'Éveil
(1991) La Malédiction : L'Origine
(2024)
Pour plus de détails, voir Fiche technique et Distribution.
La Malédiction (The Omen) est un film américain, réalisé par John Moore et sorti en 2006. Cinquième opus de la franchise, il s'agit d'un remake du film du même nom de Richard Donner sorti en 1976.
Le film est sorti 6 juin 2006 soit 666, le nombre de la Bête.

## Synopsis
Alors que le Vatican est déstabilisé — l'incarnation de Satan sur Terre étant imminente — la femme du diplomate américain Robert Thorn, en poste à Rome, donne naissance à un enfant. Ce dernier décède prématurément, mais Satan fait naître un autre enfant au même moment. Tandis que sa femme est inconsciente, Robert en profite pour intervertir les enfants, sans que sa femme ne s'en aperçoive. Lorsque Damien grandit, ses parents ressentent peu à peu des inquiétudes quant à leur fils. Les morts et autres incidents se multiplient autour de lui. Damien, né à la sixième heure du sixième jour du sixième mois, n'est pas le fruit du hasard.

## Fiche technique
Sauf indication contraire, les informations mentionnées dans cette section peuvent être confirmées par les bases de données cinématographiques IMDb et Allociné,  présentes dans la section « Liens externes ».
- Titre original : The Omen ou parfois The Omen 666
- Titre français et québécois : La Malédiction ou parfois 666 : La Malédiction
- Réalisation : John Moore
- Scénario : David Seltzer
- Musique : Marco Beltrami
  - Orchestration : Pete Anthony, William Boston, Dana Niu, Marcus Trumpp
  - Montage musical : Alex Gibson
- Direction artistique : Katerina Kopicová, Martin Kurel, Laura Pozzaglio
- Décors : Patrick Lumb
- Costumes : George L. Little
- Maquillage : Fiona Connon
- Coiffure : Stephen Rose
- Photographie : Jonathan Sela
- Son : Jay Wilkinson
- Montage : Dan Zimmerman
- Production : John Moore et Glenn Williamson
  - Production exécutive : Peter Kang et Hutch Parker[2]
  - Production déléguée : David Harfield et Jeffrey Stott
  - Production associée : Peter Veverka
- Sociétés de production : Twentieth Century Fox et 11:11 Mediaworks (non créditée)
- Sociétés de distribution : Twentieth Century Fox (États-Unis) ; Twentieth Century Fox France (France) ; Fox-Warner (Suisse)
- Budget : 25 millions de $[3],[4]
- Pays de production :  États-Unis
- Langues originales : anglais, italien
- Format : couleur (DeLuxe) - 35 mm - 1,85:1 (Panavision) - son Dolby / DTS / SDDS
- Genre : épouvante-horreur, thriller, drame, fantastique
- Durée : 110 minutes
- Dates de sortie[5] :
  - États-Unis, Québec, Suisse romande : 6 juin 2006[6],[7]
  - France, Belgique : 7 juin 2006[8],[9]
- Classification :
  - États-Unis : interdit aux moins de 17 ans (R – Restricted)[N 1]
  - France : interdit aux moins de 12 ans[10]
  - Belgique : potentiellement préjudiciable jusqu'à 16 ans (KNT/ENA : Kinderen Niet Toegelaten  / Enfants Non Admis)[9],[11],[N 2]
  - Suisse romande : interdit aux moins de 16 ans[12]
  - Québec : 13 ans et plus (horreur) (13+ / 13 years and over)[6]

## Distribution
- Liev Schreiber (VF : Guillaume Orsat) : Robert Thorn
- Julia Stiles (VF : Catherine Le Hénan) : Katherine Thorn
- Mia Farrow (VF : Élisabeth Wiener) : Mme Baylock
- Seamus Davey-Fitzpatrick (VF : Elliott Weill) : Damien Thorn
- David Thewlis (VF : Gérard Darier) : Jennings
- Pete Postlethwaite (VF : Georges Claisse) : le Père Brennan
- Reggie Austin (en) : Tom Portman
- Marshall Cupp : l'ambassadeur Steven Haines
- Vee Vimolmal : l'infirmière
- Joe Towne : un garde à l'hôpital
- Matt Ritchie : présentateur télé no 2
- Michael Gambon (VF : Marc Cassot) : Carl Bugenhagen
- Nikki Amuka-Bird : Dr Becker

## Production

### Genèse et développement
Le scénario reprend en grande partie la structure et les thèmes de celui écrit par David Seltzer dans les années 1970, mais l’histoire et les personnages sont retravaillés pour être plus contemporains. Le couple Katherine et Robert Thorn sont aussi plus jeunes, comme l'explique le producteur Glenn Williamson : « En choisissant de rajeunir Robert et Kathryn, nous projetons l’image d’un couple au début de son histoire, avec une vie personnelle et professionnelle à construire. Instruits, ils travaillent dur pour que leur carrière et leur mariage soient une réussite. Ils sont d’autant plus confus et stupéfaits au moment des premiers soupçons, puis lorsqu’ils prennent conscience de la vérité sur Damien ». Le rôle de Katherine a également été modernisé, comme le raconte Glenn Williamson : « Nous ne pouvions pas conserver la Katherine de La Malédiction originale parce que le personnage n'était pas suffisamment approfondi ». Le réalisateur John Moore commente : « Les perspectives sociales, personnelles et politique sur la maternité ont beaucoup changé en trente ans. Dans notre histoire, Kathryn doit affronter sa situation de jeune femme, mère au foyer, vivant dans un pays étranger où elle n'a pas beaucoup d'amis. Son conflit personnel est renforcé par la révélation de la vraie nature de Damien ».

### Attribution des rôles
Pour le rôle de Damien Thorn, de nombreux garçons ont été auditionnés. Le réalisateur John Moore raconte celle de Seamus Davey-Fitzpatrick : « Je recherchais un certain physique et Seamus m'a fait forte impression lors de son audition. Il était assis sur une balançoire, un rottweiler noir à ses côtés. Le regard qu'il a eu m'a glacé. C'était si efficace que le studio a décidé d'utiliser la cassette de son audition comme premier teaser ». Harvey Stephens, qui incarnait Damien dans le film de 1976, fait ici un petit caméo dans la peau d'un photographe.
Pour incarner la terrifiante nourrice Mme Baylock, Mia Farrow est choisie comme un clin d’œil à Rosemary's Baby, qui parlait également d'enfant et de Diable. Elle était également à la merci d'une petite fille diabolique dans Le Cercle infernal de Richard Loncraine. L'actrice raconte : « J’ai d’abord pensé : “Pourquoi moi ?”. Dans La Malédiction, Mrs Baylock était abominablement monstrueuse. J’ai adoré être effrayée par elle. Je me suis demandé comment je pourrais rendre à mon tour cette sensation saisissante d’une vraie menace. Mais John Moore m’a dit qu’il voulait une autre approche du personnage. “Je veux garder le mystère”, m’a-t-il précisé, “Mrs Baylock a un secret et je ne vais pas le révéler avant que l’histoire ne soit très avancée” ».

### Tournage
Le tournage a eu lieu principalement à Prague en République tchèque, notamment aux studios Barrandov mais également dans des décors réels. Les scènes se déroulant au Vatican ont été réalisées dans le château de Troja, alors que les appartements du pape ont été recréés dans le monastère de Strahov. Quelques scènes sont ensuite tournées à Lednice. Enfin, les prises de vue des scènes se déroulant à Jérusalem ont été faites à Vyšehrad.

### Musique
Bandes originales de La Malédiction
La Malédiction 4 : L'Éveil
(1991)
La musique du film est composée par Marco Beltrami.
Liste des titres
1. The Omen Main Titles - 2:58
2. The Adoption - 4:12
3. Ambassador Gets Fired - 1:33
4. New House / Damien's Deliverance - 2:20
5. The Nanny's Noose - 2:04
6. A Cross To Bear - 2:48
7. Ms. Baylock - 1:49
8. Damien's Tantrum - 1:52
9. More Tantrums - 2:11
10. Kate Doubts - 1:04
11. Scooter - 2:43
12. Don't Let Him Kill Me - 1:29
13. On The Heels Of Spiletto - 6:58
14. Dogs In The Cemetery - 2:01
15. Drive To Bugenhagen - 1:30
16. Dirty Deeds - 4:12
17. Altar Of Sacrifice - 4:10
18. The Funeral - 1:40
19. Boy Genius - 2:52
20. Omen 76/06 - 3:30 (composé par Jerry Goldsmith pour le film de 1976)

## Accueil

### Promotion
Le film est sorti dans le monde entier le 6 juin 2006, soit le 6/6/6. Un petit clin d'œil de la part des distributeurs, qui profitent de la superstition des spectateurs pour assurer la promotion du film. En effet, le chiffre 666 est le nombre de la Bête contenu dans l'Apocalypse de Jean.

### Accueil critique
Aux États-Unis, le film reçoit plutôt de mauvaises critiques. Sur le Metacritic, qui collecte 34 critiques, le film obtient une moyenne de 43⁄100. Sur Rotten Tomatoes, La Malédiction ne décroche que 27 % d'opinions favorables, pour 162 critiques recensées. La plupart des critiques reprochent au film de trop ressembler à celui de 1976. Peter Travers du magazine Rolling Stone écrit que « aucun thriller n'a eu si peu d'impact depuis le remake inexplicable plan-par-plan du Psychose de Hitchcock par Gus Van Sant ».
En France, les critiques sont également mitigées. Sur Allociné, il obtient une moyenne de 2⁄5 pour onze titres de presse. Il y a cependant des avis positifs comme celui de Cédric Delelée dans Mad Movies qui écrit notamment : « Ce serait faire preuve de mauvaise foi que de ne pas reconnaître ce remake comme un très bon film de producteur, qui plus est réalisé avec style, et qui ne procure qu'une seule envie, après le plaisir éprouvé à sa vision : qu'une suite soit mise en chantier ». Dans Le Parisien, Hubert Lizé écrit quant à lui : « C'est gros, mais ça fonctionne plutôt bien ».
Parmi les critiques françaises négatives, Stéphanie Belpêche du JDD écrit : « Si on sursaute facilement grâce au montage serré, les effets sont parfois si appuyés qu'ils frôlent le ridicule ». Dans Le Monde, Jean-François Rauger pense que ce remake « n'est qu'un bégaiement pour spectateurs n'ayant pas vu l'original » et souligne que la « John Moore est bien plus besogneuse que celle de Richard Donner » (le réalisateur du film de 1976). Nicolas Schaller de Première ironise « Ce n'est peut-être qu'un film d'horreur, mais là, c'est trop horrible ».

### Box-office
Avec son faible budget, environ 25 000 000 $, le film est considéré comme un succès au box-office, avec 119 498 909 $ de recettes mondiales, dont 54 607 383 $ aux États-Unis. En France, il totalise 317 624 d'entrées.
| Pays ou région    | Box-office      | Date d'arrêt du box-office | Nombre de semaines |
| ----------------- | --------------- | -------------------------- | ------------------ |
| États-Unis Canada | 54 607 383 $    | -                          | -                  |
| France            | 317 624 entrées | -                          | -                  |
| Total mondial     | 119 498 909 $   | -                          | -                  |

## Distinctions
Source : Internet Movie Database et Allociné

### Récompense
2006
- Fangoria Chainsaw Awards : Chainsaw Award de l'enfant le plus effrayant pour Seamus Davey-Fitzpatrick

### Nominations
2006
- Fangoria Chainsaw Awards : les meurtres les plus excitants pour "la décapitation"
- Satellite Awards : meilleur DVD supplémentaire
- Teen Choice Awards :
  - Meilleur film thriller
  - Meilleur cri pour Julia Stiles
- Scream Awards : meilleur remake

2007
- Razzie Awards : pire second rôle masculin pour David Thewlis
- Young Artist Awards : meilleur jeune acteur âgé au maximum de 10 ans ou moins dans un film pour Seamus Davey-Fitzpatrick

## Autour du film

### Éditions en vidéo
En France, le film La Malédiction est sorti en DVD et Blu-ray le 7 décembre 2006. Le film est également sorti en VOD le 1er août 2014.